# Ras El Ma (Algérie)
Pour les articles homonymes, voir Bedeau et Ras El Ma.
Ras El Ma (anciennement Bedeau pendant la colonisation française), est une commune de la wilaya de Sidi Bel Abbès en Algérie.

## Géographie
Ras El Ma est située à environ 100 km au sud de Sidi Bel Abbès, à 90 km au sud-est de Tlemcen et à 120 km au sud-ouest de Saïda.

### Situation
| El Gor (Tlemcen)                      | Aïn Tallout (Tlemcen)   | Oued Sebaa                |
| El Aricha (Tlemcen); El Gor (Tlemcen) | Ras El Ma               | Oued Sebaa; Bir El Hammam |
| Kasdir (Naâma)                        | Makman Ben Amer (Naâma) | El Biod (Naâma)           |

## Histoire
En 1883, lors de la colonisation, la ville est nommée Bedeau en hommage au général français Alphonse Bedeau qui participa à la conquête de l’Algérie, et fait partie du département d'Oran. Après l'indépendance, elle prend le nom de Ras El Ma.
Pendant la Seconde Guerre mondiale est créé le camp de Bedeau où le gouvernement de Vichy a fait interner les soldats juifs de l'armée française d'Afrique du nord.
La 8e division blindée de l'Armée nationale populaire y est aujourd'hui basée.